# Scotinotylus sintalutus
Scotinotylus sintalutus là một loài nhện trong họ Linyphiidae. Loài này phân bố ở Canada.